# أحلام الشباب (فلم)
أحلام الشباب هو فيلم مصري تم إنتاجه عام 1942، قصة يوسف وهبي، وحوار بديع خيري، وسيناريو وإخراج كمال سليم و بطولة فريد الأطرش وتحية كاريوكا ومديحة يسري.

## قصة الفيلم
فريد (فريد الأطرش) شاب ثرى لاهى، يهوى الموسيقى والغناء، ويقضى معظم وقته في اللهو مع النساء، ومحله المفضل صالة الغزالة الحمراء، حيث أقام علاقة مع الراقصة بهية شقشق (تحية كاريوكا)، وفي أحد مغامرات فريد، يضطر للهرب واقتحام نافذة الشقة المجاورة، ليجد نفسه وسط التاجر بسيوني (عباس فارس) وزوجته فلة هانم (ماري منيب) وابنة أخته اليتيمة إلهام (مديحة يسري)، وادعى فريد أنه مصاب بداء السير أثناء النوم، واستدعوا له جارهم الدكتور متولي (عبد الحليم مرسي) لعلاج قدمه، والذي نصحه بعدم الحركة، ماذا وإلا، وادعى فريد انه عاطل، فاقترح عليه بسيونى تقديم دروس في البيانو لإلهام بالأجر، ونشأت علاقة عاطفية بين إلهام وفريد، الذي عاد لمنزله الكبير، ليفاجأ بوكيله رشوان أفندي (فؤاد فهيم) يطارده بمطالبات البنك بديونه، ولكنه لم يهتم، وتوجه لمقابلة بهيه، والتي كانت منفصلة عن زوجها بائع السجائر (محمد كمال المصري) وتمنحه 3 جنيهات نفقة شهرية من أجل عنايته بإبنهما الصغير حميدو، بينما كان التاجر الشامي غضبان العبسي (بشارة واكيم) يهيم بها عشقا، وترحب به بهية من أجل الهدايا التي يغمرها بها، وقد شاهدها في أحضان فريد، فثار عليها ومعه حارسه مدبولى سبع الليل (عبد الفتاح القصري)، غير أن بهية أفهمته انها بروفة للعمل الذي يقدمانه سويا، مما اضطر فريد لدخول المسرح والغناء مع بهية، وأعجب الجميع بغناءه، وطلب منه صاحب الصالة جميل دعبس (حسن كامل) العمل بالصالة لكنه رفض، وأثناء تواجد فريد بمنزل الهام، حضر غضبان لزيارة بسيونى وكيله بمصر، وكشف أمر فريد أمام الجميع، فقام بسيونى بطرد فريد لأنه يغنى ويمثل، ولكن إلهام حزمت حقيبتها لتلحق بفريد وتهرب معه، لكنها شاهدته يجلس مع النساء ويشرب الخمر، فقطعت علاقتها به وعادت لمنزلها، وتفاقمت الحالة المادية بفريد واضطر للتنازل عن العزبة والفيلا وحتى السيارة لصالح ديون البنك، وعلمت إلهام فحضرت لمواساته أثناء استيلاء البنك على الموبيليا، وأهداها فريد آخر مايملك، وهو أوراق ملكية أراض بالصحراء قد اشتراها جده، معتقدا أن بها مناجم تحتوى مواد كيميائية، واضطر فريد لقبول العمل مغنيا بصالة الغزالة الحمراء، لينصلح الحال بعض الشيء، وعندما علم الغضبان بحب فريد لإلهام وجدها فرصة لإبعاده عن بهيه، فساعده ليتزوجها بعد أن أقنع بسيونى بانصلاح حاله، وحضرت بهيه لترقص في الفرح، واكتشفت أن العريس هو فريد فأفسدت الجوازه، وتم طرد فريد للمرة الثانية، ولكن الغضبان وسبع الليل كسروا الصالة وكادوا يفتكوا بالراقصة بهية لفعلتها الشنعاء، وأمرها الغضبان بإصلاح الأمور، فقابلت الهام واعتذرت لها، ولكن إلهام اكتشفت أن مناجم أرض فريد قد أخرجت مواد كيميائية، وأن فريد أصبح ثريا جداً، وقام بسيونى بإعادة الأوراق لفريد، الذي رفض استرداد هديته، فوافق بسيونى على زواجه من إلهام. 

## فريق العمل
إخراج: كمال سليم 
تأليف:
- يوسف وهبي (قصة)
- كمال سليم  (سيناريو)
- بديع خيري  (حوار)

إنتاج: أفلام النيل (جبرائيل تلحمي)
بطولة:
- فريد الأطرش (فريد)
- تحية كاريوكا (بهية شقشق)
- مديحة يسري (إلهام)
- فتحية أحمد (غناء(صوت))
- ماري منيب (فلة هانم)
- بشارة واكيم (غضبان العبسي)
- عباس فارس (بسيوني)
- محمد كمال المصري (بائع السجائر)
- حسن فايق (وجدي الشاعر)
- عبد الفتاح القصري (سبع الليل)
- سيد سليمان (فتوح)
- فؤاد فهيم (رشوان افندي)
- حسن كامل (جميل دعبس)

## أغاني الفيلم
من الحان فريد الأطرش
- أهواك وروحي فداك (كلمات: أحمد رامي)
- حالي صعب (كلمات: أحمد رامي)
- ليه يا روحي (كلمات: يوسف بدروس)
- واحشاني موت (كلمات: أبو السعود الإبياري)
- ياللي قلبي بيناديكي (كلمات: عبد العزيز سلام)

## روابط خارجية
- أحلام الشباب على موقع قاعدة بيانات الأفلام العربية